# Alastair Cook
Alastair Nathan Cook, nascut el 25 de desembre de 1984 a Gloucester, és un jugador de cricket internacional, obert a l'esquerra. És el capità de l'equip de cricket d'Anglaterra tant en formats de prova com en format ODI i juga a l' Essex County Cricket Club.

## Biografia
Nascut a Gloucester, Cook va començar el cricket al club de Maldon (Essex). Després d'haver cantat durant cinc anys al cor de la catedral de Saint Paul de Londres, va obtenir una beca per a l'escola Bedford, un internat privat. Als 14 anys, va ser convidat a unir-se a l'equip del Marylebone Cricket Club que va venir a jugar contra la seva escola. : per la seva primera participació en un equip A, anota més de 100 curses.
Després d'obtenir els seus nivells A, va ser seleccionat pel CCC d'Essex al final de la temporada 2003 i va jugar el seu primer partit contra Nottinghamshire al setembre. Els seus bons resultats en la seva primera temporada el van portar a ser reclutat per l'MCC per a l'obertura de la temporada 2005 contra Warwickshire. : va tenir un paper decisiu en la victòria de l'MCC marcant un segle (sèrie de més de cent curses) a la primera volta i 97 curses a la segona
Al mateix temps, Cook va ser reclutat l'any 2003 per l'equip sub-19 d'Anglaterra per a la seva gira per Sud-àfrica. L'any següent, va esdevenir capità, seguint Samit Patel, de la Copa del Món sub-19 a les Índies Occidentals. Després d'haver aconseguit una clara ronda a la fase de grups, va fallar a la semifinal contra el país amfitrió.

## Premis
Anglaterra guanya la sèrie 3-2 i Cook és nomenat home de la sèrie. L'estiu del 2012 també va ser nomenat capità de l'equip en format Test, amb motiu del viatge d'Anglaterra a l'Índia. En el primer partit de prova a Ahmedabad, Anglaterra s'enfonsa en el seu partit d'anada ; només els esforços de Cook i Matt Prior en el segon set van permetre reduir l'abast de la derrota.
Cook anota una segona sèrie de més de 100 carreres en el segon test match a Bombai, una victòria que els comentaristes aclamen com una de les millors d'Anglaterra. En el tercer test match a Calcuta, Cook va fer el seu cinquè segle en cinc proves com a capità i el 23 de la seva carrera. Així es va convertir en el posseïdor del rècord anglès durant molts <i>segles</i> i el batedor més jove en arribar a les 7 000 courses.
Va ser nomenat Jugador de prova de l'any de l'ICC i va ser nomenat membre de l'Ordre de l'Imperi Britànic (MBE) el 2011. També va ser nomenat Wisden Cricketer of the Year el 2012.
Entre els premis rebuts hi ha:
 
- Freedom of the City
- Cricket Writers' Club Young Cricketer of the Year
- NBC Denis Compton Award